# IC 122
IC 122 је лентикуларна галаксија у сазвјежђу Кит која се налази на листи објеката дубоког неба у Индекс каталогу.
Деклинација објекта је - 14° 50' 20" а ректасцензија 1h 28m 13,1s. Привидна величина (магнитуда) објекта IC 122 износи 15,0 а фотографска магнитуда 16,0. IC 122 је још познат и под ознакама NPM1G -15.0068, PGC 919275.